# Ignaz Gaugengigl

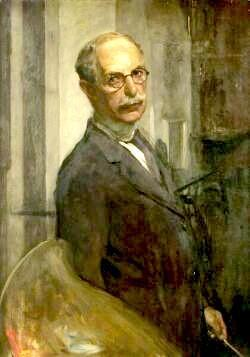
Ignaz Gaugengigl: Selbstporträt

Ignaz Michael Marcell Gaugengigl (* 29. Juli 1853 in Passau; † 3. August 1932 in Boston, Massachusetts) war ein deutscher Maler, der hauptsächlich in den USA tätig war. Von Gaugengigl stammen zahlreiche Historienbilder und Porträts.
Gaugengigl wurde als Sohn des königlichen Studienlehrers Ignaz Gaugengigl (* 30. Juli 1808 Thiershofen, Schrobenhausen) geboren. Nach dem Abschluss der Schule nahm er ein Studium an der Akademie der Bildenden Künste in München auf. Dort war er Schüler des Kupferstechers Johann Leonhard Raab, sowie bei Otto Seitz und Wilhelm von Diez.
Nach einem Besuch seiner Schwester in Boston ließ sich Gaugengigl 1880 selbst dort nieder. Er spezialisierte sich auf die Porträtmalerei und bildete zahlreiche Personen des kulturellen und gesellschaftlichen Lebens in Boston ab.
Der größte Teil seiner Werke befindet sich in US-amerikanischem Privatbesitz. 1906 wurde Gaugengigl als Associate Member (ANA) an der National Academy of Design in New York angenommen. 